# Ed Haaksman
Eduard (Ed) Haaksman (Harmelen, 8 oktober 1950) is een Nederlands politicus van de VVD.
BURGEMEESTER
Na de lagere school ging hij naar de middelbare handelsdagschool en werkte hij een jaar bij zijn vader in de groothandel in vleeswaren en conserven. Daarna voltooide hij de hbs en begon vervolgens aan zijn studie bestuurswetenschappen aan de Rijksuniversiteit Utrecht. Naast die studie was hij werkzaam bij de provincie Utrecht. Daarna werkte Haaksman als beleidsmedewerker bij de afdeling algemene en juridische zaken van de gemeente De Bilt. Op 1 januari 1981 werd hij de gemeentesecretaris van de Zeeuwse gemeente Domburg en twee jaar later volgde zijn benoeming tot burgemeester van Terschelling. In maart 1988 werd Haaksman de burgemeester van Delfzijl. In februari 2003 stapte hij, na meerdere conflicten, op omdat er te weinig steun voor hem was in de gemeenteraad en in juli 2003 volgde eervol ontslag.
NEVENFUNCTIES
Tijdens zijn burgemeesterschappen had hij een aantal nevenfuncties. In de periode Terschelling was hij o.a.:Initiatiefnemer en Voorzitter Overlegorgaan Waddeneilanden; Voorzitter Hogere Zeevaartschool Willem Barentsz; Medeoprichter en bestuurslid Noordelijke Hogeschool in Leeuwarden. In de periode Delfzijl waren dat o.a.: Vicevoorzitter Groningen Seaports; Bestuurslid Nationale Havenraad in Den Haag; Voorzitter GGD - Noord Groningen; Voorzitter Raad van Toezicht (RvT) Delfzichtziekenhuis; Vice-voorzitter RvT Psychiatrisch Ziekenhuis Groot Bronswijk in Wagenborgen; Voorzitter RvC Thuiszorg Groningen; Voorzitter RvT Noorderpoortcollege Groningen.
Haaksman initieerde samen met de heer Arnold Bruggeman in 1992 de oprichting van de Nederlandse Vereniging van Bestuurders in de Gezondheidszorg (NVBG), na 2012 Nederlandse Vereniging van Toezichthouders in zorg en welzijn (NVTZ) geheten.
Hij werd door de oprichtingsvergadering van deze vereniging benoemd tot eerste voorzitter van zijn bestuur, dat hij leidde tot in 1996. Hij werd opgevolgd door de heer Piet IJssels, toenmalig burgemeester van Gorinchem.
Haaksman werd tot erelid van de vereniging benoemd.
POLITIEKE NEVENFUNCTIES
Binnen zijn partij - de VVD - had hij verschillende vrijwillige functies, o.a.: Secretaris Kamercentrale Utrecht, Voorzitter Bestuurdersvereniging in Den Haag; Lid Hoofdbestuur in Den Haag en Vicevoorzitter Commissie Landelijk Verkiezingsprogramma 2002.
In 2002 ontving Haaksman voor zijn liberale inzet de Thorbeckepenning.
RENTMEESTER EN BESTUURLIJK ADVISEUR
Na zijn loopbaan als burgemeester schoolde Haaksman zich om op de Hogeschool Larenstein in Arnhem en voltooide dit in december 2004 met het diploma Rentmeester. Na een stage bij een ingenieursbureau in Leersum begon hij in 2005 zijn eigen bedrijf als rentmeester en bestuurlijk adviseur. Haaksman Rentmeesters is voornamelijk werkzaam voor particuliere opdrachtgevers. Zijn werkzaamheden hadden aanvankelijk vooral betrekking op landgoederen, kastelen, buitenplaatsen en monumenten. Belangrijk element hierbij is dikwijls het analyseren van nieuwe economische dragers. Op bovengenoemde terreinen verzorgde hij cursussen voor collega's binnen het verband van de Koninklijke Nederlandse Vereniging van Rentmeesters (KNVR). Tegenwoordig ligt meer de nadruk op het inzetten van functiewijzigingen voor opdrachtgevers bij de overheden. Dikwijls wordt hierbij het instrument "ruimte - voor - ruimte" toegepast. 
In december 2011 voltooide Haaksman een Master Erfgoedstudies aan de Letterenfaculteit van de Vrije Universiteit in Amssterdam. In mei 2013 ontving hij het diploma Gerechtelijk Deskundige in bestuurszaken aan de Universiteit Leiden. 
RECENTE EN HUIDIGE NEVENACTIVITEITEN
Van 2010 - 2018 was Haaksman Voorzitter van het Steunpunt Monumentenzorg Fryslan in Leeuwarden. Van 2014 tot 2022 was hij Bestuurslid en Voorzitter van de landelijke Vereniging Bewoond Bewaard in Amersfoort, een vereniging die de belangen behartigt van eigenaren/bewoners van monumenten.
Huidige nevenactiviteiten zijn: vanaf 2008 Voorzitter van het landelijk Vakberaad Natuurschoonwet; dit is een overlegplatform met als oogmerk expertise inzake de toepassing van de Natuurschoonwet te bundelen richting overheid. Vanaf 2022 Voorzitter van de Stichting Sint Christoforileen tot Oldehove gefundeerd in 1480, één van de oudste lenen van Fryslan. Afstammelingen van Gerrijt van Belcum uit Leeuwarden kunnen een financiële bijdrage voor hun studie krijgen. Vanaf 2022 is Haaksman penningmeester van het gezelschap Burgemeesters Buiten Dienst Fryslan (BBDF).
PRIVE
Haaksman is sinds 1974 getrouwd met Marijke de Beer. Ze wonen in een rijksmonument in de stad Bolsward. Samen hebben ze drie kinderen. 
- International Standard Name Identifier: 0000 0003 8844 6172
- Nederlandse Thesaurus van Auteursnamen: 213615665
- Virtual International Authority File: 281624693
- WorldCat: E39PBJk8VP9cVRtbf3BG8Y4jG3